# NGC 6683
NGC 6683 is een open sterrenhoop in het sterrenbeeld Schild. Het hemelobject werd op 28 juli 1827 ontdekt door de Britse astronoom John Herschel.

## Synoniemen
- OCL 74